# Первый муниципальный канал
Первый муниципальный (12 канал) — украинский телеканал, ранее вещавший из Донецка. В эфире - собственные программы, документальные фильмы, сериалы. Сетевой партнёр телеканала - "ПлюсПлюс", вещающий по будням с 06:05 до 08:05, а в выходные - 08:05-10:05.

## История(с 2014)
В июле 2014 в ходе войны в Донбассе телеканал перешёл под контроль ДНР и был, судя по всему, национализирован, после чего он был
переименован в «Оплот». Отчасти, коллектив «Первого Муниципального» переехал на общенациональный цифровой телеканал «Винтаж ТВ» и спутниковый «PRO ВСЕ», которые также входят в состав медиахолдинга «Первая Украинская Радиогруппа» Андрея Карпия.

## Программы
- Post Factum
- Вкусное место
- ВУЗ-ТВ
- Гурман
- Девять дворцов
- ДТП
- Клиптомания
- Мотор-ТВ
- На подъеме!
- Новости
- Олимпия
- Погода
- Про fashion life
- Pro fashion News
- Приват Time
- Рабочий стол
- Формула здоровья
- Хит-парад 12
- Хлопушка
- Что новенького?
- ПсихологИя
- КультТура
- Inner Design
- Репортерские хроники

## Ведущие
- Андрей Будяк — «Post Factum»
- Андрей Будяк — «Родом из детства»
- Римма Филь — «Родом из детства»
- Андрей Будяк — «Точка зрения»
- Дмитрий Белокопытов — «Олимпия»
- Дмитрий Нечаев — «Клиптомания»
- Андрей Астахов — «Клиптомания»
- Алексей Макаров — «Клиптомания»
- Анастасия Золотухина — «Клиптомания»
- Богдан Хмельницкий — «Клиптомания»
- Янка-Хулиганка — «Клиптомания»
- Dj Гриневич — «Клиптомания»
- Иван Журило — «Формула здоровья»
- Екатерина Селюкова — «Девять дворцов»
- Анастасия Шкодкина — «Гурман»
- Артем Приходько — «Погода»
- Андрей Астахов — «Вкусное место»
- Сергей Жебаленко — «МоторТВ»
- Степан Михайлов — «Гурман»
- Татьяна Мальцева — «Что новенького?»
- ВитаМин — «Хлопушка» «Про fashion life»
- Влад Прозоров — «Новости»
- Влад Прозоров — «Как это было»
- Элина Мовчан — «На подъёме!»
- Наталья Терзиева — «ПсихологИя»
- Влада Евсеева — «ПсихологИя»
- Russ Hogan — «Pro Fashion News»
- Андрей Астахов — «КультТура»
- Инна Позднякова — «Приват Time»
- Татьяна Бирюкова — «Inner Design»
- Даша — «Хит-парад 12»
- Ирина Пермякова — «Вуз-ТВ»
- Алексей Макаров — «Вуз-ТВ»
- Сергей Долина — «После новостей», «Продорожник», «Проверено в себе»
- Денис Пивень - «Репортерские хроники»